# Sam Tarry
Pour les articles homonymes, voir Tarry.
Samuel Peter Tarry (né le 28 août 1982) est un homme politique britannique qui est député pour Ilford South de 2019. Membre du Parti travailliste, il est le directeur de la campagne à la direction du Parti travailliste de Jeremy Corbyn en 2016.

## Jeunesse
Tarry est né le 28 août 1982 à Westminster, Londres et grandit à Dagenham, Londres. Fils du Reverend chanoine Gordon Tarry, membre du clergé de l'Église d'Angleterre, il fréquente l'école primaire Highlands à Ilford et l'école St Edward's Church of England à Romford,,.

## Carrière politique
De 2009 à 2011, il est président du Young Labour, l'aile jeunesse du Parti travailliste.
Tarry est conseiller du parti travailliste pour Chadwell Heath, dans l'arrondissement londonien de Barking et Dagenham, de 2010 à 2018. 
Pendant ce temps, Tarry travaille avec le groupe de campagne Hope not Hate, qu'il aide à s'organiser contre le British National Party (BNP).

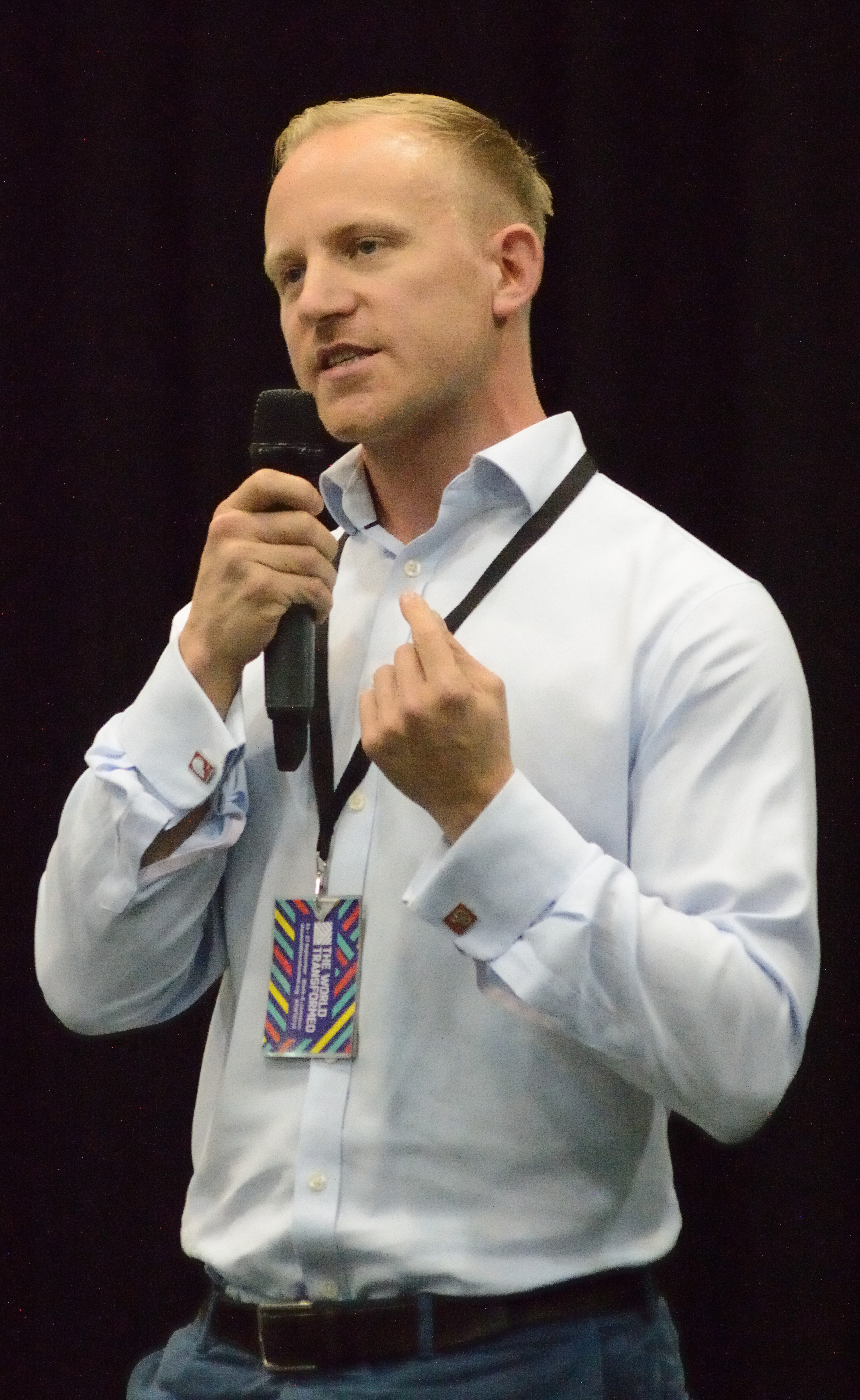
Tarry en 2016

Tarry travaille comme directeur de la campagne à la direction du Parti travailliste de Jeremy Corbyn en 2016.
Tarry est ensuite responsable politique national pour le syndicat TSSA, et président du groupe de réflexion, Centre for Labour and Social Studies (CLASS).
En 2017, Tarry est candidat à l'investiture pour le siège travailliste de Hull West et Hessle. Il est le favori pour l'investiture, en raison de sa relation étroite avec Jeremy Corbyn,,. Cependant, le parti choisit Emma Hardy, enseignante locale et permanente syndicale,.
En 2019, Tarry est sélectionné pour être candidat travailliste pour le siège d'Ilford South, précédemment occupé par Mike Gapes. Le 4 octobre 2019, la veille du vote des membres, le chef du conseil local de Redbridge, Jas Athwal, est suspendu du parti pour une grave allégation de harcèlement sexuel,. Le 22 octobre 2019, après un report du vote, et avec le candidat rival Athwal inéligible en raison de sa suspension, Tarry est sélectionné.

## Carrière parlementaire

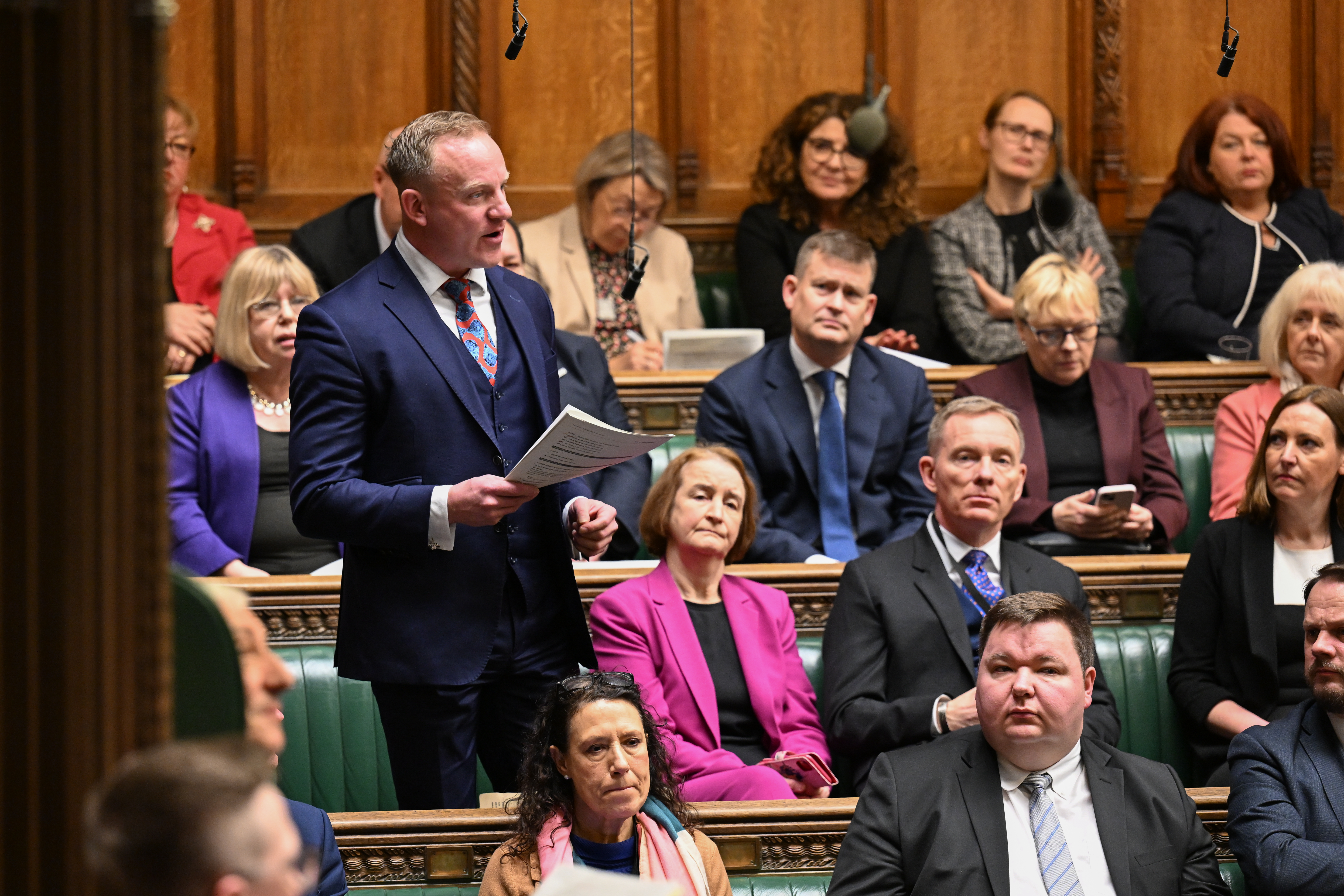
Sam Tarry durant une séance de questions au premier ministre

Tarry est élu député d'Ilford South aux élections générales de 2019 avec une majorité de 24101 voix.
Après avoir été élu au Parlement, Tarry est nommé au Comité des transports, où il appelle à l'introduction d'un système de paiement de décès en service pour les travailleurs des transports de Londres. Il rejoint également le groupe de campagne socialiste des députés travaillistes de gauche.
Au cours de la campagne électorale à la direction du parti travailliste de 2020, Tarry critique Keir Starmer et soutient Rebecca Long Bailey.
Tarry est secrétaire parlementaire privé d'Ed Miliband au sein de l'équipe du ministère fantôme des Affaires, de l'Énergie et de l'Industrie et responsable parlementaire des campagnes et de l'organisation du bureau d'Angela Rayner, chef adjointe du parti travailliste, depuis avril 2020.
Lors de la campagne électorale de 2019, Tarry déclare que "des personnes associées au Parti travailliste ont cherché à exploiter la question de l'antisémitisme simplement parce qu'elles ne sont pas d'accord avec Jeremy Corbyn sur une question de politique étrangère". Le mouvement travailliste juif qualifie les commentaires de Tarry de "plus que décevants". Tarry déclare en réponse que l'antisémitisme «est quelque chose qui me tient profondément à cœur et que je ne chercherai jamais à minimiser».